# اصلان آتم
اصلان آتم (متولد ۷ ژانویهٔ ۱۹۹۱) کشتی‌گیر فرنگی کار تیم ملی ترکیه است. وی برنده مدال نقره قهرمانی جهان ۲۰۱۶ بوداپست در وزن ۸۰ کیلوگرم شده‌است.